# Kettershausen
Kettershausen település Németországban, azon belül Bajorországban. Lakosainak száma 1869 fő (2023. december 31.). Kettershausen Buch (Schwaben), Kirchhaslach, Babenhausen (Schwaben), Oberroth és Unterroth községekkel határos.

## Népesség
A település népessége az elmúlt években az alábbi módon változott:
| Lakosok száma | 527  | 887  | 1695 | 1732 | 1751 | 1768 | 1713 | 1728 | 1846 | 1869 |
|               | 1875 | 1950 | 1970 | 2011 | 2013 | 2014 | 2016 | 2019 | 2021 | 2023 |